# Parlamentswahl in Belgien 1987
- Agalev: 6
- Ecolo: 3
- SP: 32
- PS: 40
- FDF: 3
- PVV: 25
- PRL: 23
- PSC: 19
- CVP: 43
- VU: 16
- VB: 2
- RAD/UDRT: 0

- CVP: 43
- PS: 40
- SP: 32
- PSC: 19
- VU: 16
- PVV: 25
- PRL: 23
- Agalev: 6
- Ecolo: 3
- FDF: 3
- VB: 2
- RAD/UDRT: 0

Die Wahl zum belgischen Parlament 1987 wurde am 13. Dezember 1987 abgehalten. Zur Wahl standen die 212 Mitglieder der Abgeordnetenkammer und die 106 direkt gewählten von insgesamt 185 Mitgliedern des Senats.

## Vorgeschichte
Seit der Wahl 1985 war die Regierung Martens VI, bestehend aus Christdemokraten (CVP und PSC) und Liberalen (PRL und PVV) im Amt. Aufgrund des noch immer ungelösten Sprachenstreits in Voeren, der bereits 1986 zu einem Rücktrittsgesuch von Premierminister Wilfried Martens geführt hatte, trat die Regierung am 21. Oktober 1987 zurück. König Baudouin betraute Martens daraufhin mit der Führung einer Übergangsregierung, die sich auf die gleichen vier Parteien stützte und setzte Neuwahlen für den 13. Dezember an.

## Kammer (Unterhaus)

### Parteien
Die hohe Wahlbeteiligung von über 90 % verdankte sich der in Belgien geltenden Wahlpflicht. Die vier an der Regierung beteiligten Parteien konnten zwar ihre Parlamentsmehrheit halten, mussten jedoch Mandatsverluste hinnehmen. Die wallonischen Christdemokraten (PSC) mussten, trotz einer sehr kleinen Gewinns an Stimmen, ein Mandat abgeben, die flämischen Christdemokraten (CVP) verloren sechs Sitze. Die wallonischen Liberalen (PRL) verloren einen Sitz, wohingegen die flämischen Liberalen (PVV) sich um drei Mandate verbesserten.
Die wallonischen Sozialisten (PS) gewannen fünf Sitze, die flämischen Sozialisten (SP) konnte bei leichten Stimmgewinnen die Anzahl der Mandate halten.
Die beiden grünen Parteien gewannen Stimmen dazu, die wallonischen Grünen (Ecolo) verloren jedoch zwei Sitze, die flämischen Grünen (Agalev) gewannen zwei zusätzliche Sitze.
Der rechtspopulistische Vlaams Blok (VB) legte leicht zu und verdoppelte de Anzahl der Sitze auf zwei, die nationalistische flämische Volksunie (VU) hielt ihre 16 Sitze. Die FDF hielt ihre drei Mandate, die RAD/URT kam nur noch auf 0,1 % und verlor ihren einzigen Sitz in der Kammer.

### Ergebnisse
Es errangen 11 Parteien Sitze in der Abgeordnetenkammer.
Das amtliche Endergebnis:
| Wahlberechtigte    | 7.044.211 |         |           |       |           |
| abgegebene Stimmen | 6.577.047 | 93,37 % |           |       |           |
| gültige Stimmen    | 6.145.207 | 93,43 % |           |       |           |
|                    | Stimmen   | Anteil  | ± zu 1985 | Sitze | ± zu 1985 |
| CVP                | 1.195.363 | 19,45 % | −1,84 %   | 43    | −6        |
| PS                 | 961.361   | 15,64 % | +1,88 %   | 40    | +5        |
| SP                 | 915.432   | 14,90 % | +0,35 %   | 32    | ±0        |
| PVV                | 709.758   | 11,55 % | +0,08 %   | 25    | +3        |
| PRL                | 577.959   | 9,41 %  | −0,80 %   | 23    | −1        |
| VU                 | 495.120   | 8,06 %  | +0,18 %   | 16    | ±0        |
| PSC                | 491.908   | 8,00 %  | +0,05 %   | 19    | −1        |
| AGALEV             | 275.437   | 4,48 %  | +0,74 %   | 6     | +2        |
| Ecolo              | 157.988   | 2,57 %  | +0,06 %   | 3     | −2        |
| VB                 | 116.534   | 1,90 %  | +0,49 %   | 2     | +1        |
| FDF                | 71.338    | 1,16 %  | −0,03 %   | 3     | ±0        |
| RAD/UDRT           | 6.452     | 0,10 %  | −1,05 %   | 0     | −1        |

## Senat (Oberhaus)
Neben den Kammer-Abgeordneten wurden auch 106, von insgesamt 185 Senatoren, direkt gewählt.
Die flämischen Christdemokraten (CVP) verloren drei Sitze, die flämische Schwesterpartei PSC verlor einen Sitz. Die flämischen Liberalen von der PVV hielten ihre Senatssitze, die wallonischen Liberalen (PRL) verloren einen Sitz. Die wallonischen Sozialisten (PS) stellten zwei zusätzliche Senatoren, die flämischen Sozialisten (SP) gewannen einen Senatssitz. Die flämischen Grünen der Agalev gewannen einen Senatssitz hinzu, die wallonischen Grünen (Ecolo) hielten ihre Sitze. Die flämisch-nationalistische VU behielt ihre acht Senatoren, der bisher nicht vertrete rechtspopulistische Vlams Blok gewann ein Mandat, die FDF hielt ihren Senatssitz.

### Ergebnisse
Insgesamt 11 Parteien wurden in den Senat gewählt.
Das amtliche Endergebnis:
| Wahlberechtigte    | 7.044.211 |         |           |       |           |
| abgegebene Stimmen | 6.578.244 | 93,39 % |           |       |           |
| gültige Stimmen    | 6.092.168 | 92,61 % |           |       |           |
|                    | Stimmen   | Anteil  | ± zu 1985 | Sitze | ± zu 1985 |
| CVP                | 1.169.377 | 19,19 % | −1,83 %   | 22    | −3        |
| PS                 | 958.686   | 15,74 % | +1,85 %   | 20    | +2        |
| SP                 | 896.294   | 14,71 % | +0,22 %   | 17    | +1        |
| PVV                | 686.440   | 11,27 % | +0,63 %   | 11    | ±0        |
| PRL                | 564.367   | 9,26 %  | −0,56 %   | 12    | −1        |
| VU                 | 494.410   | 8,12 %  | +0,03 %   | 8     | ±0        |
| PSC                | 474.370   | 7,79 %  | −0,14 %   | 9     | −1        |
| AGALEV             | 299.049   | 4,91 %  | +1,09 %   | 3     | +1        |
| Ecolo              | 168.491   | 2,77 %  | +0,04 %   | 2     | ±0        |
| VB                 | 122.953   | 2,02 %  | +0,52 %   | 1     | +1        |
| FDF                | 77.522    | 1,27 %  | +0,10 %   | 1     | ±0        |

## Regierungsbildung
Die Regierungsparteien mussten zwar Verluste hinnehmen, verfügten mit 110 von 212 Sitzen noch immer über eine Mehrheit. Die Verhandlungen zur Regierungsbildung zogen sich über fünf Monate, bis am 9. Mai 1988 die Regierung Martens VIII vereidigt wurde. An der Regierung waren neben den flämischen und wallonischen Christdemokraten (CVP und PSC), die wallonischen und flämischen  Sozialisten (PS und SP) sowie die flämischen Nationalisten der VU beteiligt.